# گز انگبین (گیاه)
گز انگبین، گز فرانسوی (نام علمی: Tamarix gallica) نام یک گونه از سرده گز است.